# Пикаве, Франсуа
Франсуа Пикаве (фр. François Picavet, 17 мая 1851, Нор, Нор — Па-де-Кале — 23 мая 1921, Париж) — французский философ, переводчик и специалист по И. Канту.
В настоящее время он наиболее известен эссе 1891 года «Les idéologues» по истории идей и научных теорий, философии, религиозных и политических идей во Франции с 1789 года.

## Труды
- Mémoire sur le scepticisme (1884)
- l'Histoire de la philosophie, ce qu'elle a été, ce qu'elle peut être (1888)
- La Mettrie et la critique allemande (1888)
- Maine de Biran de l'an IX à l'an XI (1889)
- Les idéologues. Essai sur l'histoire des idées et des théories scientifiques, philosophiques, religieuses, etc. en France depuis 1789 (1891) online text, reprinted 1971 by Burt Franklin